# Hôpital Ashworth
Pour les articles homonymes, voir Ashworth.
L'hôpital Ashworth est une institution psychiatrique carcérale de haute sécurité située à Maghull, une ville du district métropolitain de Sefton dans le comté de Merseyside en Angleterre. En 2013, il est exploité par Mersey Care NHS.
L'hôpital comprend 14 quartiers. 
En 1997, des employés de l'hôpital auraient accompli des actes de pédophilie.